# Claoxylon oblanceolatum
Claoxylon oblanceolatum là một loài thực vật có hoa trong họ Đại kích. Loài này được (Merr.) Pax & K.Hoffm. mô tả khoa học đầu tiên năm 1914.